# Абу Тахир аль-Джаннаби
Абу Та́хир Сулейма́н ибн аль-Хаса́н аль-Джанна́би (араб. أبو طاهر سليمان بن الحسن الجنابي‎; 906 — 944) — правитель карматского государства (Бахрейна и Восточной Аравии), возглавивший в 930 году вторжение в Мекку.
Сын Абу Саида Хасана ибн Бахрама аль-Джаннаби, основателя Карматского государства, Абу Тахир пришёл к власти в 923 году. Он немедленно приступил к проведению экспансионистской политики, вторгшись в Басру в том же году. В 927 году он совершил набег на Куфу, разгромив армию Аббасидов, и разграбил большую часть Ирака, едва не достигнув Багдада, столицы халифата, в 928 году.
В 930 году он возглавил атаку на Мекку, разграбив её и осквернив величайшие исламские святыни. Изначально столкнувшись с невозможностью занять город, Абу Тахир воззвал к мусульманам с просьбой войти, поклявшись, что он пришёл с миром. Войдя внутрь, карматы начали резню пилигримов, насмехаясь над их трактовкой стихов Корана. Тела пилигримов остались лежать на улицах или были сброшены в Замзам. Кааба была разграблена, а Чёрный камень был захвачен и увезён в Эль-Хасу.

## Правление Абу Саида
Отец Абу Тахира, Абу Саид, был вождём племени Бану Джанаб, ответвления арабского племени Бану Калб. Он был инициатором карматской милитаризации. Абу Саид начал проповедовать против суннизма примерно в 890 году, по наставлению своего учителя Хамдана Кармата, сирийца, основоположника карматского исмаилизма. Абу Саид сильно воздействовал на Тахира и рано научил его сражаться плечом к плечу со своими последователями. Они начали c разворовывания караванов торговцев и персидских пилигримов, направлявшихся в Мекку, пока их круг последователей не вырос достаточно. Из своих приспешников отцом и сыном была собрана большая армия. В 899 году Абу Саидом была покорена большая часть исторического Бахрейна, захвачены Катиф и Эль-Хаса. После этого карматы выдвинулись в поход, чтобы осадить Басру. Однако правитель Басры узнал об их приготовлениях и доложил о сложившейся ситуации халифу аль-Муктафи Биллаху. На защиту города халиф отправил персидского генерала Аббаса ибн Умара с войском, однако тот погиб; уцелевшие из его отряда были казнены, а карматы заняли Басру.
Успехи в восточной Аравии воодушевили Абу Саида, и в 900 году он решил осадить Хаджр — стратегически важный город у Персидского залива, на юге Аравии. Халифом было отправлено войско в 2 тысячи человек, однако оно потерпело поражение. После долгой осады Хаджр был покорён.

## Приход к власти
Абу Саид погиб в 914 году. Его наследником стал старший брат Абу Тахира, Абу аль-Кассым. Такой шаг возмутил Абу Тахира, и в 916 году он поднял восстание и убил своего старшего брата. С этого момента Абу Тахир фактически стал вождём карматов, однако официально объявил об этом лишь в 923 году, семь лет спустя.

## Ранний период правления
Вскоре после смерти аль-Муктафи, новый халиф аль-Муктадир Биллах отвоевал Басру у Абу Тахира и поручил укрепить город. Вождь карматов осадил Басру вновь и победил в битве армию Аббасидов. Войдя в город, карматы разграбили город и отступили. Вскоре Абу Тахир вернулся в Басру, на сей раз опустошив её полностью, разрушив соборную мечеть и спалив дотла городской рынок. В ранний период он успешно правил Бахрейном, вёл переписку с местными и зарубежными (североафриканскими) вождями, при этом отражая атаки персов, бывших союзниками Аббасидов. Была начата переписка и заключено соглашение с Фатимидами, которые тоже были исмаилитами: когда аль-Каим, сын имама аль-Махди, в 919 году начал кампанию против Аббасидов в Египте, Абу Тахир поспешил на помощь, однако не успел; после поражения аль-Каим повернул со своими войсками обратно в Магриб. В дальнейшем пакт между Джаннабидами и Фатимидами практически стал недействительным.

## Завоевания
Абу Тахир начал совершать частые набеги на мусульман-пилигримов, доходя до территории Хиджаза. В одном из рейдов он захватил аббасидского командира Абу аль-Хаиджу Абдаллаха ибн Хамдана. Абу Тахир предрекал скорое явление Махди, толкуя совпадение Сатурна и Юпитера в 928 году как знамение конца эры ислама и наступление эры «последней религии». Воодушевлённая таким пророчеством, в 926 году его армия направилась в Ирак, достигнув на севере эль-Куфы, и заставила Аббасидов выплатить огромную сумму денег, чтобы его войска оставили город. На обратном пути Абу Тахир разорил окраины Эль-Куфы. По возвращении он приказал строить дворцы для своих соплеменников в Эль-Хасе и объявил её вечной столицей. В 928 году аббасидский халиф аль-Муктадир Биллах почувствовал себя уверенно в противостоянии с вождём карматов, призвав своих генералов: Йусафа ибн Аби Ассаджа из Азербайджана, Муниса Хадима, Музаффара и Харуна. После тяжёлой битвы все аббасидские генералы были побеждены и отброшены к Багдаду. Абу Тахир сделал последнее предупреждение Аббасидам, опустошив провинцию Джазира, после чего вернулся со своим войском в Эль-Хасу.

## Вторжение в Мекку
В 930 году Абу Тахир возглавил вторжение в Мекку, разграбив её и осквернив величайшие исламские святыни. За некоторое время до инцидента он обратился ко всем жителям Бахрейна и Лахсы: «Возьмитесь за оружие, вам предстоит дело». Карматское войско подошло к стенам Мекки 12 января, в разгар священного для мусульман месяца Зу-ль-Хиджа, в который предписано совершать паломничество — Хадж. Абу Тахиром был отдан приказ: «Обнажите сабли, убивайте всех, кого удастся. Старайтесь, чтобы убить больше живущих рядом с Меккой». Однако мекканцы закрыли ворота города и начали вооружаться против захватчиков. Узнав об этом, Абу Тахир отправил посланника:

Мы пришли на хаджж, а не на войну. Грех на вас, так как вы закрыли перед нами святилище, вот мы и прибегли к оружию. Удалитесь, не обижайте паломников, дайте и нам совершить хаджж, не то путь сей закроется и вы опозоритесь. Не мешайте нашему хаджжу.
Мекканцы поверили увещеванию вождя карматов и открыли ворота. Войдя внутрь, захватчики начали резню пилигримов, насмехаясь над их трактовкой стихов Корана. Некоторые жители Мекки примкнули к карматам и подключились к погромам. Резня продолжалась 17 дней. Согласно Ибн Мискавейху, во время этой резни был убит эмир Мекки. Тела пилигримов остались лежать на улицах или были сброшены в Замзам. Кааба была разграблена, был разрушен золотой жёлоб на её крыше, были разорваны завесы. Согласно «Книге о правлении» Низама аль-Мулька, карматы «увели жён и детей мусульман; убили счётом с двадцать тысяч человек мужчин, не считая тех, что бросились в колодцы. Бу-Тахир приказал бросать на них убитых, дабы те умерли под мёртвыми. Они унесли всё золото, серебро, благовония и утварь». Драгоценности, награбленные в ходе вторжения в Мекку, были направлены в качестве подношений карматским проповедникам и союзнику Абу Тахира, фатимидскому имаму, который, несмотря на дары карматского вождя, довольно резко отреагировал на его святотатственный поступок. Также был увезён в Эль-Хасу священный для мусульман Чёрный Камень, с которым обращались в течение двух десятков лет безо всякого почтения и благоговения. Он был разбит Абу Тахиром на две части, которые были положены по разные стороны отходной ямы, и каждый раз, когда карматский вождь справлял свои естественные потребности, он вставал ногами на куски Камня.
Набег на Мекку символизировал разрыв карматов с суннизмом. Как предполагалось, опустошением Мекки они приблизят появление Махди, которое ознаменует приближение конца времён и конец эры ислама.

### Реакция Фатимидов
Имам Фатимидов, Убайдаллах аль-Махди, ближайший союзник Абу Тахира, был глубоко шокирован произошедшим. Имамом было написано письмо, в котором он сильно упрекал и в итоге проклял Абу Тахира.
Презренно, что ты совершил этот тяжкий грех под моим именем. Где ты его совершил? В доме Аллаха и его соседей. Это священное место, где убийство наказывалось даже в период Невежества, и клевета в отношении его жителей бесчеловечна. Ты совершил преступление, даже выкрал Чёрный камень и увёз его на свою землю, и ты считаешь, я могу быть тебе признателен? Будь ты проклят Аллахом, и будь проклят ещё раз и мерзостен. Мир ему и благословение Аллаха [о пророке Мухаммеде], чьи высказывания и поступки являются источником целостности мусульман, кто будет готов отвечать далее за то, что они совершили сегодня.

## Инцидент с «Лже-Махди»
Абу Тахир посчитал, что узнал Махди (скрытого имама в шиизме) в молодом пленнике из Исфахана, персе по имени Абу аль-Фадль аль-Исфахани, якобы утверждавшем, что он является потомком персидских шахов. Аль-Исфахани попал в плен в ходе рейда в Ирак в 928 году.
Согласно прорицаниям зороастрийских астрологов, именно из Исфахана должен был выйти потомок персидских царей, который должен был восстановить персидскую династию и свергнуть власть арабского Халифата.
В 931 году, когда огнепоклонники отмечали 1500 лет Зороастру, Абу Тахир передал управление государством Аль-Исфахани. «Махди» тотчас повелел предавать всех пророков проклятиям, восстановил поклонение огню, взялся поощрять всевозможную распущенность и сжигание религиозных книг. Апогеем его восьмидесятидневного правления стали казни членов именитых бахрейнских семейств, в том числе и членов семьи Абу Тахира. Опасаясь за собственную жизнь, Абу Тахир сказал, что он ошибся, и был вынужден признать, что выбрал на роль Махди самозванца. В знак искупления вины перед народом аль-Исфахани был казнён, тем самым был положен конец едва наступившей «эре последней религии». Однако само происшествие чрезвычайно смутило карматов и сказалось на их движении в целом. Многие карматы переменили свои убеждения и перешли на сторону войска Аббасидов.
Ведущие идеологи и проповедники карматов пересмотрели свои взгляды, утверждая, что «конец эры ислама» наступил не с первым приходом седьмого имама Мухаммада ибн Исмаила, но должен наступить только после его эсхатологического пришествия «из укрытия». Благодаря этому проповедь карматов и исмаилитов вновь набрала силу, хотя в большей степени в литературной сфере, нежели в сфере революционной политики.

## Последние годы жизни и смерть
Абу Тахир правил государством карматов до самой смерти, продолжая совершать атаки на пилигримов, шедших через Аравию. Попытки Аббасидов и Фатимидов уговорить вождя карматов вернуть Чёрный камень были тщетны. Однако в 939 году Абу Тахир достиг соглашения с аббасидским правительством, обязуясь охранять паломников за ежегодную дань в сто двадцать тысяч динаров. Помимо этой дани, и сами паломники вынуждены были платить ему за охрану караванов.
Абу Тахир умер в 944 году. Его наследником стал его старший брат, Ахмад Абу Тахир.